# 卡拉加區 (俄羅斯)

卡拉加區在堪察加邊疆區的位置

59°14′49″N 163°03′45″E / 59.24694°N 163.06250°E
卡拉加區（俄语：Карагинский район），是俄羅斯堪察加邊疆區科里亞克區下轄的一個區，位於堪察加半島，面積40,641平方公里，2010年人口4,076，人口密度每平方公里0.1人。